# Liga Nacional de Guatemala
De Liga Nacional de Guatemala is de nationale voetbalcompetitie van Guatemala.
Jaarlijks strijden twaalf clubs om het landskampioenschap. Het seizoen bestaat uit twee delen: de Apertura (Opening, september-december) en de Clausura (Sluiting, januari-mei). De beste zes teams uit beide delen strijden vervolgens om het landskampioenschap.
De twee teams met de meeste nationale titels zijn CSD Municipal en CSD Comunicaciones die beide 30 keer kampioen werden. Andere clubs die de Liga Nacional de Guatemala meerdere keren wonnen zijn Aurora FC (acht titels), Club Xelajú (vijf titels), Tip Nac (drie titels) en Deportivo Jalapa (twee titels).

## Eeuwige ranglijst (1942-1947, 1950-2018)
Vetgedrukt de clubs die in 2017/18 in de hoogste klasse spelen. 
| Club                     | Stad                      | /66 | Periode                                                          |
| ------------------------ | ------------------------- | --- | ---------------------------------------------------------------- |
| CSD Municipal            | Guatemala-Stad            | 66  | 1942-1947, 1950-                                                 |
| CSD Comunicaciones       | Guatemala-Stad            | 62  | 1950-                                                            |
| Xelajú MC                | Quetzaltenango            | 56  | 1957-1992, 1996-1999, 2000-                                      |
| Aurora FC                | Guatemala-Stad            | 50  | 1947, 1950-2005                                                  |
| CSD Suchitepéquez        | Mazatenango               | 50  | 1961-1962, 1965-2000, 2004-                                      |
| Tip Nac                  | Guatemala-Stad            | 37  | 1942-1947, 1950-1981, 1984-1986, 1989-1993                       |
| Universidad              | Guatemala-Stad            | 34  | 1944-1947, 1952-1978, 1998-2002, 2009-2011, 2012-2016            |
| Cobán Imperial           | Cobán                     | 30  | 1961-1962, 1964-1966, 1976-1989, 1994-1996, 1997-2006, 2015-     |
| Deportivo Escuintla      | Escuintla                 | 27  | 1954-1964, 1966-1972, 1976-1978, 1990-2000                       |
| Juventud Retalteca       | Retalhuleu                | 27  | 1959-1962, 1973-1994, 2002-2003, 2009-2012                       |
| Antigua GFC              | Antigua                   | 23  | 1956, 1959-1964, 1977-1978, 1980-1983, 1999-2006, 2014-          |
| Deportivo Zacapa         | Zacapa                    | 21  | 1959-1961, 1974-1978, 1985-1986, 1996-2004, 2006-2010, 2011-2012 |
| Deportivo Marquense      | San Marcos                | 18  | 2000-                                                            |
| CSD Galcasa              | Villa Nueva               | 17  | 1975-1984, 1986-1993                                             |
| Deportivo Jalapa         | Jalapa                    | 17  | 1982-1991, 2001-2002, 2003-2010                                  |
| Deportivo Amatitlán      | Amatitlán                 | 16  | 1961-1962, 1978-1987, 1992-1997                                  |
| CSD Sacachispas          | Chiquimula                | 13  | 1961-1964, 1977-1980, 1993-2000                                  |
| Izabal JC                | Puerto Barrios            | 13  | 1983-1990, 1991-1997                                             |
| IRCA                     | Guatemala-Stad            | 12  | 1942-1947, 1950-1958, 1961-1964, 1970-1971                       |
| Deportivo Petapa         | San Miguel Petapa         | 11  | 2001-2002, 2005-2009, 2011-2013, 2014-                           |
| Deportivo Mictlán        | Asunción Mita             | 10  | 1993-1996, 2006-2007, 2010-2014, 2016-2017                       |
| Tally Juca               | Puerto Barrios            | 10  | 1972-1978, 1995-1998                                             |
| Deportivo Heredia        | Morales                   | 10  | 2004-2014                                                        |
| Deportivo Malacateco     | Malacatán                 | 9   | 2007-2008, 2010-                                                 |
| Deportivo Chiquimulilla  | Chiquimulilla             | 7   | 1988-1995                                                        |
| Hércules                 | Guatemala-Stad            | 7   | 1942-1947, 1950-1955                                             |
| Halcones FC              | La Democracia             | 6   | 2009-2015                                                        |
| Del Monte                | Morales                   | 6   | 1987-1993                                                        |
| Guatemala FC             | Guatemala-Stad            | 5   | 1942-1947, 19501951                                              |
| Deportivo Marquense      | San Marcos                | 5   | 1961-1966                                                        |
| Cementos Novella         | Guatemala-Stad            | 5   | 1969-1973                                                        |
| Tiquisate                | Tiquisate                 | 5   | 1975-1980                                                        |
| Azucareros Cotzumalguapa | Santa Lucía Cotzumalguapa | 5   | 1996-2001                                                        |
| Deportivo Guastatoya     | Guastatoya                | 4   | 2014-                                                            |
| CSD Carchá               | San Pedro Carchá          | 4   | 1998-2001, 2016-2017                                             |
| Deportivo Sanarate FC    | Sanarate                  | 4   | 1959-1962, 1965-1966, 2017-                                      |
| IGSS                     | Guatemala-Stad            | 4   | 1961-1966                                                        |
| Folgar                   | Guatemala-Stad            | 4   | 1954-1960                                                        |
| Chichicaste              | Guatemala-Stad            | 4   | 1954-1955, 1957-1962                                             |
| Botrán                   | Quetzaltenango            | 4   | 1964-1968                                                        |
| Hospicio                 | Guatemala-Stad            | 3   | 1942-1945                                                        |
| Pensamiento              | Jalpatagua                | 3   | 1978, 1981-1982                                                  |
| Deportivo Teculután      | Teculután                 | 3   | 2001-2004                                                        |
| Deportivo Xinabajul      | Huehuetenango             | 3   | 2008-2011                                                        |
| CSD Coatepeque           | Coatepeque                | 2   | 2013-2015                                                        |
| Utatlán                  | Guatemala-Stad            | 2   | 1950-1953                                                        |
| Quiché FC                | Santa Cruz del Quiché     | 2   | 1959-1962                                                        |
| Palo Gordo               | San Antonio Suchitepéquez | 2   | 1967-1969                                                        |
| Pepsi Cola               | Guatemala-Stad            | 2   | 1968-1970                                                        |
| Deportivo Siquinalá      | Siquinalá                 | 1   | 2017-                                                            |
| Racing                   | Guatemala-Stad            | 1   | 1942-1943                                                        |
| España FC                | Guatemala-Stad            | 1   | 1947                                                             |
| Correos                  | Guatemala-Stad            | 1   | 1956                                                             |
| Eureka                   | Guatemala-Stad            | 1   | 1959-1960                                                        |
| Rosario FC               | Quetzaltenango            | 1   | 1961-1962                                                        |
| Gallo                    | Guatemala-Stad            | 1   | 1961-1962                                                        |
| Aviateca                 | Guatemala-Stad            | 1   | 1961-1962                                                        |
| Huehuetenango            | Huehuetenango             | 1   | 1961-1962                                                        |
| América                  | Quetzaltenango            | 1   | 1970-1971                                                        |
| Deportivo Chimaltenango  | Chimaltenango             | 1   | 1997-1998                                                        |
| Deportivo Achuapa        | Jutiapa                   | 1   | 2000-2001                                                        |
| Juventud Escuintleca     | Escuintla                 | 1   | 2012-2013                                                        |
| Deportivo Iztapa         | Iztapa                    | 1   | 2013-2014                                                        |

1. ↑  Deportivo Escuintla speelde van 1966 tot 1970 als RGM Escuintla
2. ↑  Deportivo Amatitlán speelde van 1978 tot 1986 als Finanzas Industriales
3. ↑  Sacachispas speelde in 1977 en 1978 als Caminos en tot 1980 als Chiquimula
4. ↑  IRCA speelde in 1970-1971 als FEGUA (Ferrocarriles de Guatemala)
5. ↑  Tally Juca speelde van 1972 tot 1978 als Juca (Juventud Católica)
6. ↑  Deportivo Heredia speelde van 2008 tot 2011 drie seizoenen in de stad San José als Heredia-Jaguares
7. ↑  Halcones FC speelde tot 2012 als Peñarol La Mesilla
8. ↑  Del Monte speelde tot 1989 als Bandegua
9. ↑  Azucareros Cotzumalguala speelde van 1999 tot 2001 als Santa Lucía Cotzumalguapa